# 광각막염
광각막염(光角膜炎, photokeratitis), 또는 광선각결막염은 자연(고도의 햇빛)이나 인공원(용접 등)으로부터 오는 자외선(UV)에 눈이 충분히 보호받지 못하여 눈에 통증이 오는 증상을 말하며, arc eye라고도 한다. 광각막염은 각막과 결막에 입는 화상이라고 볼 수 있으며, 보통 빛에 노출되고 여러 시간이 지나야 인지할 수 있다. 증상은 마치 눈에 모래가 들어간 것과 비슷해서, 눈을 뜰 수 없을 정도로 눈물이 나며, 심각한 고통이 느껴진다.

## 증상
일반적인 증상으로는 통증, 상당한 양의 눈물, 안검경련, 밝은 빛으로부터의 눈부심, 축동을 포함한다.

## 진단
광각막염일 경우, 플루오레세인 염료 염색을 수행하면 자외선 빛 아래에서 점이 보이는 곳이 나타난다.
자외선에 강하게 노출되면 광각막염이 발병할 수 있다. 용접 헬멧이나 용접 고글과 같이 눈을 보호하는 도구를 사용하지 못한 용접공에게서 흔히 발생한다.

## 예방 방법
5~10%의 가시광선을 전달하고 거의 모든 자외선을 흡수하는 선글라스 같은 눈 보호 기구를 이용하여 예방할 수 있다.

## 같이 보기
- 글레어